# كين أبلباي
كين أبلباي هو لاعب هوكي الجليد كندي، ولد في 10 أبريل 1995 في نورث باي في كندا.

## وصلات خارجية
- كين أبلباي على موقع دوري الهوكي الوطني (الإنجليزية)
- كين أبلباي على موقع الدوري الأمريكي لهوكي الجليد (الإنجليزية)
- كين أبلباي على موقع EliteProspects.com (الإنجليزية)
- كين أبلباي على موقع HockeyDB.com (الإنجليزية)
- كين أبلباي على موقع Hockey-Reference.com (الإنجليزية)